# دنيس مايكل كوين
دنيس مايكل كوين (بالإنجليزية: D. Michael Quinn)‏ هو مؤرخ أمريكي، ولد في 26 مارس 1944 في غلينديل في الولايات المتحدة.